# Fred G. Aandahl
Fred George Aandahl (født 9. april 1897, Litchville, North Dakota, død 7. april 1966, Fargo, North Dakota) var en amerikansk politiker, der var den 23. guvernør i den amerikanske delstat North Dakota fra 1945 til 1951. Efterfølgende var han medlem af Repræsentanternes Hus for North Dakota fra 1951 til 1953 og assisterende indenrigsminister fra 1953 til 1961. Aandahl var medlem af det Republikanske Parti.